# غاري كوريا
غاري كوريا (بالإسبانية: Gary Correa)‏ (23 مايو 1990 بليما في بيرو - ) هو مدرب كرة قدم ولاعب كرة قدم بيروفي في مركز الوسط. لعب مع الجامعي دي بيرو وخوان أوريتش وسيينسيانو وCusco FC ‏ ونادي أياكوتشو ونادي ميلغار أريكيبا.

## وصلات خارجية
- غاري كوريا على موقع الاتحاد الدولي (مؤرشف)  (الإنجليزية)
- غاري كوريا على موقع قاعدة بيانات كرة القدم.إي يو (الإنجليزية)
- غاري كوريا على موقع Soccerway.com (الإنجليزية)